# Kunnathur
Kunnathur é uma panchayat (vila) no distrito de Erode, no estado indiano de Tamil Nadu.

## Demografia
Segundo o censo de 2001, Kunnathur tinha uma população de 7031 habitantes. Os indivíduos do sexo masculino constituem 50% da população e os do sexo feminino 50%. Kunnathur tem uma taxa de literacia de 72%, superior à média nacional de 59.5%: a literacia no sexo masculino é de 80% e no sexo feminino é de 64%. Em Kunnathur, 9% da população está abaixo dos 6 anos de idade.